# Studio 1 op zondag
Studio 1 op zondag was een praatprogramma over voetbal, dat van 2005 tot 2009 werd uitgezonden op de Vlaamse tv-zender één. Sinds juli 2005 praatte voetbaljournalist en –commentator Frank Raes elke zondagavond met voetballers, trainers, bekende ex-voetballers en voetbalkenners over de afgelopen speeldag van de hoogste klasse, de Jupiler League. Het was een van de voetbalprogramma's in België die in die periode onder de naam Studio 1 werden uitgezonden.

## Presentatie
Frank Raes was de vaste presentator van Studio 1 op zondag. Tussen april en mei 2009 werd hij tijdelijk vervangen door Peter Vandenbempt, omdat Raes in die periode een medische ingreep (hartoperatie) moet ondergaan.

## Kenners
Kenners die vaak over de vloer kwamen, waren schrijver Herman Brusselmans, ex-voetballers Gunther Schepens, Gilles De Bilde, Gert Verheyen, Piet den Boer en voetbalkenners Peter Vandenbempt, Jan Wauters, Johan Boskamp en Filip Joos.

## Rubrieken
Studio 1 op zondag had ook verschillende rubrieken. Zo volgde Studio 1 één speler of trainer 90 minuten lang met één extra camera. Het resultaat was te zien in ‘de Volgspot’. In een andere rubriek, ‘Pinanti is Pinanti’, namen twee voetballers het tegen elkaar op in een penaltycompetitie in het Koning Boudewijnstadion. Tijdens de eerste jaargang beperkte de competitie zich tot actieve voetballers. Winnaar was de STVV-aanvaller Désiré Mbonabucya. In de tweede jaargang traden legendarische ex-voetballers in de arena. Raymond Mommens, ex-Charleroi, won de finale. De uitspraak ‘Pinanti is Pinanti’ komt oorspronkelijk van Wim Reijers, gewezen trainer van KV Kortrijk. Een andere rubriek waren de ‘Ja/Nee-vragen’. Een speler, voorzitter of trainer werd het vuur aan de schenen gelegd met een reeks vragen waar ze alleen ja of nee mochten op antwoorden. Op de meest hachelijke vraag mochten ze hun eenmalige joker gebruiken.
Tijdens het eerste seizoen was de vaste afsluiter het mooiste doelpunt van de voorbije speeldag. Daarna dienden de mooiste beelden van de speeldag als eindgeneriek.

## GoudenStud
Studio 1 op zondag reikte elk jaar de Gouden Stud uit, de prijs van het weekblad HUMO voor de mooiste voetballer uit de competitie. Jamaïque Vandamme en doelman Logan Bailly kregen deze trofee in respectievelijk 2006 en 2007. Johan Gerets mocht de trofee in 2008 in ontvangst nemen.

## Feiten
Het programma werd gemaakt door productiehuis deMENSEN in opdracht van één. In 2005 had Studio 1 op zondag gemiddeld 385.468 kijkers per aflevering. De afleveringen van seizoen 2005-2006 hadden ook een marktaandeel van 28,22%. Tijdens het seizoen 2006-2007 kende Studio 1 een gemiddeld kijkersaantal van 452.929 en een marktaandeel van 30,8%.